# 情勢ノ推移ニ伴フ帝国国策要綱
情勢ノ推移ニ伴フ帝国国策要綱（じょうせいのすいいにともなうていこくこくさくようこう、旧字体：情󠄁勢ノ推移ニ伴󠄁フ帝󠄁國國策要󠄁綱）は、1941年（昭和16年）7月2日に第2次近衛内閣時に御前会議において決定された国策。この国策の要諦は海軍が主張する南方進出と、陸軍が主張する対ソ戦の準備という二正面での作戦展開にある。
この決定を受けてソビエトに対しては7月7日いわゆる関東軍特種演習を発動し、演習名目で兵力を動員し、独ソ戦争の推移次第ではソビエトに攻め込むという作戦であった。一方南方に対しては7月28日南部仏印への進駐が実行された。しかし、このことが原因となってアメリカの経済制裁を受け、アメリカでの日本の経済活動がすべてアメリカ政府の管理下に置かれ、石油の対日輸出が全面禁止された。
この国策要綱は1941年6月25日~28日の大本営政府連絡会議で検討がなされ、28日に決定された。本要綱第二の2の「南方施策促進に関する件」は本要綱に先立って1941年6月12/16/25日の連絡会議で検討がなされ決定されている。

## 内容
情勢の推移に伴ふ帝国国策要綱
第一　方針
1. 帝国は世界の情勢変転の如何に拘らす大東亜共栄圏を建設し以て世界平和の確立に寄与せんとする方針を堅持す
2. 帝国は依然支那事変処理に邁進し且自存自衛の基礎を確立する為南方進出の歩を進め又情勢に対し北方問題を解決す
3. 帝国は右目的達成の為如何なる障害をも之を排除す

第二　要綱
1. 蒋政権屈服促進の為更に南方諸地域よりの圧力を強化す情勢の推移に対し適時重慶政権に対する交戦権を行使し且支那に於ける敵性租界を接収す
2. 帝国は其の自存自衛上南方要域に対する必要なる外交交渉を続行し其の他各般の施策を促進す之か為対英米戦準備を整え先つ「対仏印泰施策要綱」及「南方施策促進に関する件」に拠り仏印及泰に対する諸方策を完遂し以て南方進出の態勢を強化す帝国は本号目的達成の為対英米戦を辞せす
3. 独「ソ」戦に対しては三国極軸の精神を基体とするも暫く之に介入することなく密かに対「ソ」武力的準備を整え自主的に対処す此の間固より周密なる用意を以て外交交渉を行う独「ソ」戦争の推移帝国の為有利に進展せは武力を行使して北方問題を解決し北辺の安定を確保す
4. 前号遂行に当たり各種の施策就中武力行使の決定に際しては対英米戦争の基本態勢の保持に大なる支障なからしむ
5. 米国の参戦は既定方針に伴ひ外交手段其の他有ゆる方法に依り極力之を防止すへきも万一米国か参戦したる場合には帝国は三国条約に基き行動す但し武力行使の時機及方法は自主的に之を定む
6. 速に国内戦争時体制の徹底的強化に移行す特に国土防衛の強化に勉む
7. 具体的処置に関しては別に之を定む

## 南方施策促進ニ関スル件
南方施策促進ニ関スル件（なんぽうしさくそくしんにかんするけん）は大日本帝国の対仏印施策に関する大本営政府連絡懇談会の決定である。南方施策促進に関する件とも書かれる。
本件は軍部より大本営政府連絡懇談会へ提案され、数日に渡る議論ののち決定された。本件により南部仏印への進駐が決定された。
本案は『対南方施策要綱』に端を発する。6月4日、陸海軍両軍務局長間で施策要綱の連絡懇談会提案が合意された。これを受け6月10日までに対仏印施策に関する陸海軍主任者案が『南方施策促進ニ関スル件』として概定した。陸海軍主任者案は一部修文したうえで1941年6月11日に海軍首脳採択された。陸軍首脳は依存なかった。これをもって第30回大本営政府連絡懇談会（6月12日）において永野軍令部総長から説明がなされた。松岡外務大臣との議論が続き、修正を経て本件が決定されたのは第32回（6月25日）となった。引き続いて検討・決定がなされた『情勢ノ推移ニ伴フ帝国国策要綱』において本件の完遂が宣言された（第二の2）。

## 対南方施策要綱
対南方施策要綱（たいなんぽうしさくようこう）は大日本帝国の対仏印施策に関する統帥部案である。
本要綱は『対南方処理要綱』に端を発する。1941年2月6日に第二十班が新たな『対南方施策要綱』案を作成した。2月8日には陸軍省事務当局もこれに概ね同意した。2月10日より軍令部への非公式な打診がおこなわれ、4月5日に『対南方施策要綱』海軍案が小野田中佐から第二十班へ提示された。4月15日、これに対する修正案が参謀本部部長会議にて討議された。修正案をもととして4月17日までに陸海軍案が成立した。
以下が昭和16年4月17日までに策定された『対南方施策要綱』陸海軍案である：
| 対南方施策要綱 一 大東亜共栄圏建設ノ途上ニ於テ、帝国ノ当面スル対南方施策ノ目的ハ、帝国ノ自存自衛ノ為、速カニ総合国防力ヲ拡充スルニ在リ。之カ為 （一）帝国ト仏印、泰間ニ軍事、政治、経済ニ渡リ緊密ナル結合関係ヲ確立ス。 （二）帝国蘭印間ニ緊密ナル経済関係ヲ確立ス。 （三）帝国ト其ノ他ノ南方諸邦間ニ於テハ、正常ノ通商関係ヲ維持スルニ努ム。 二 帝国ハ外交的施策ニ依リ、右目的ノ貫徹ヲ期スルヲ本則トス。 特ニ速カニ仏印、泰トノ間ニ軍事的結合関係ヲ設定ス。 三 前号施策遂行ニ方リ、下記事態発生シ之カ打開ノ方策ナキニ於テハ、帝国は自存自衛ノ為武力ヲ行使ス。 右ノ場合ニ於ケル武力行使ノ目的、目標、時機、方法等ニ関シテハ、当時ノ欧州戦局ノ展開、並ニ対「ソ」情勢ヲ勘案シ、機ヲ失セス別ニ定ム。 （一）英、米、蘭等ノ対日禁輸ニヨリ、帝国ノ自存ヲ脅威セラレタル場合 （二）米国カ単独若クハ英、蘭、支等ト協同シ帝国ニ対スル包囲態勢ヲ逐次加重シ、帝国国防上忍ヒ得サルニン至リタル場合 四 欧州戦争ニ於テ英本国ノ崩壊確実ト予察セラレルニ至ラハ、本施策特ニ対蘭印外交措置ヲ更ニ強化シ目的達成ニ努ム。 五 帝国国内戦時体制ノ刷新ハ、昭和十五年七月決定「基本国策要綱」ニ遵ヒ、速カニ実施スルモノトス。 附一 仏印、泰ニ対スル施策ハ、昭和十六年二月一日御裁可ノ「対仏印、泰施策要綱」ニ拠ルモノトス。 二 昭和十五年七月決定ノ「世界情勢ノ推移ニ伴フ時局処理要綱」中、支那事変ノ処理未タ終ラサル場合ニ於ケル南方施策ニ関スル事項ハ、本施策要綱ニ拠ルモノトス。 |